# Governatorato di Piotrków
Il Governorato di Piotrków (in polacco: Gubernia piotrkowska, in russo: Petrokovskaya) fu un'unità amministrativa (governatorato) del Regno del Congresso (nome assunto dalla Polonia dopo il Congresso di Vienna). La capitale era a Piotrków Trybunalski.

## Storia
Il Governatorato fu creato nel 1867, acquisendo parti del Governatorato di Radom e di Varsavia.